# Гузейхырман
Гузейхырман (азерб. Quzeyxırman), до 1992 года — Гузейкалер или Гузейгалер (азерб. Quzeyqaler) — село в Гюнейхырманском сельском административно-территориальном округе Ходжавендского района Азербайджана.

## География
Сёла Гюнейхырман, Гюнейчартар, Гузейчартар, Гузейхырман входят в состав Гюнейхырманского сельского административно-территориального округа Ходжавендского района, при этом село Гюнейхырман является центром этого сельского административно-территориального округа. Расположено на высоте 579 м.

## История
В советский период село называлось Гузейкалер или Гузейгалер и вместе с сёлами Гюнейгалер (ныне Гюнейхырман), Гюнейчартар и Гузейчартар входило в состав Гюнейгалерского сельсвета Мартунинского района Нагорно-Карабахской автономной области (НКАО) Азербайджанской ССР.
2 сентября 1991 года на совместной сессии Нагорно-Карабахского областного и Шаумяновского районного Советов народных депутатов была принята Декларация о провозглашении Нагорно-Карабахской Республики в границах Нагорно-Карабахской автономной области (НКАО) и сопредельного Шаумяновского района Азербайджанской ССР.
26 ноября 1991 года Верховный Совет Азербайджанский Республики принял Закон "Об упразднении Нагорно-Карабахской автономной области Азербайджанской Республики". В этом Законе помимо упразднения Нагорно-Карабахской Автономной Области (НКАО), было постановлено в том числе также и переименование Мартунинского района в Ходжаведский. Решением Милли Меджлиса Азербайджанской Республики от 29 декабря 1992 года № 428 село Гузейгалер Ходжавендского района было названо селом Гузейхырман, а село Гюнейгалер Ходжавендского района было названо селом Гюнейхырман. В настоящее время это село Гузейхырман и вместе с сёлами Гюнейхырман, Гюнейчартар и Гузейчартар входит в состав Гюнейхырманского сельского административно-территориального округа Ходжавендского района Азербайджана.
В результате Карабахского конфликта, село в начале 1990-х годов попало под контроль непризнанной Нагорно-Карабахской Республики (НКР). Согласно административно-территориальному делению непризнанной республики село располагалось на территории Мартунинского района НКР.
Согласно Трёхстороннему Заявлению в ночь с 9 по 10 ноября 2020 года, подписанному по итогам Второй карабахской войны, село перешло под контроль Российских миротворческих сил.
В результате боевых действий в сентябре 2023 года Азербайджан восстановил свой контроль над селом.